# Seznam katastrálních území v okrese Praha-západ
Seznam katastrálních území okresu Praha-západ
V této tabulce je uveden kompletní výčet katastrálních území Okresu Praha-západ, včetně rozlohy a místních částí, které na nich leží.
| Název KÚ                   | Místní části                                     | Obec                | km²   |
| -------------------------- | ------------------------------------------------ | ------------------- | ----- |
| A                          | A                                                | A                   |       |
| Bojanovice                 | Bojanovice                                       | Bojanovice          | 3,11  |
| Borek nad Sázavou          | Borek                                            | Jílové u Prahy      | 1,03  |
| Bratřínov                  | Bratřínov                                        | Bratřínov           | 4,21  |
| Březová u Zvole            | Březová                                          | Březová-Oleško      | 3,62  |
| Buš                        | Buš                                              | Buš                 | 6,84  |
| Černolice                  | Černolice                                        | Černolice           | 3,18  |
| Černošice                  | Černošice                                        | Černošice           | 9,06  |
| Červený Újezd              | Červený Újezd                                    | Červený Újezd       | 5,34  |
| Čisovice                   | Bojov, Čisovice                                  | Čisovice            | 12    |
| Davle                      | Davle, Sázava, Sloup                             | Davle               | 6,81  |
| Dobrovíz                   | Dobrovíz                                         | Dobrovíz            | 5,97  |
| Dobříč u Prahy             | Dobříč                                           | Dobříč              | 3,49  |
| Dobřichovice               | Dobřichovice                                     | Dobřichovice        | 10,91 |
| Dolní Břežany              | Dolní Břežany                                    | Dolní Břežany       | 5,05  |
| Dolní Jirčany              | Dolní Jirčany                                    | Psáry               | 5,04  |
| Drahelčice                 | Drahelčice                                       | Drahelčice          | 4,78  |
| Dušníky u Rudné            | Rudná                                            | Rudná               | 5,21  |
| Hodkovice u Zlatníků       | Hodkovice                                        | Zlatníky-Hodkovice  | 2,97  |
| Hole u Průhonic            | Průhonice, Rozkoš                                | Průhonice           | 3,11  |
| Hole u Svrkyně             | Hole                                             | Svrkyně             | 2,07  |
| Holubice v Čechách         | Holubice                                         | Holubice            | 4,51  |
| Horní Jirčany              | Horní Jirčany                                    | Jesenice            | 0,92  |
| Horoměřice                 | Horoměřice                                       | Horoměřice          | 7,9   |
| Hořelice                   | Rudná                                            | Rudná               | 2,98  |
| Hostěradice                | Hostěradice                                      | Kamenný Přívoz      | 2,83  |
| Hostivice                  | Břve, Hostivice                                  | Hostivice           | 6,04  |
| Hradištko pod Medníkem     | Hradištko, Pikovice                              | Hradištko           | 11,9  |
| Hvozdnice                  | Hvozdnice                                        | Hvozdnice           | 4,71  |
| Choteč u Prahy             | Choteč                                           | Choteč              | 3,7   |
| Chrášťany u Prahy          | Chrášťany                                        | Chrášťany           | 4,16  |
| Chýně                      | Chýně                                            | Chýně               | 4,99  |
| Chýnice                    | Chýnice                                          | Chýnice             | 4,19  |
| Chýnov                     | Libčice nad Vltavou                              | Libčice nad Vltavou | 1,44  |
| Jeneč u Prahy              | Jeneč                                            | Jeneč               | 7,33  |
| Jesenice u Prahy           | Jesenice                                         | Jesenice            | 6,4   |
| Jílové u Prahy             | Jílové u Prahy, Kabáty, Radlík, Studené, Žampach | Jílové u Prahy      | 11,16 |
| Jíloviště                  | Jíloviště                                        | Jíloviště           | 14    |
| Jinočany                   | Jinočany                                         | Jinočany            | 3,75  |
| Kamenný Přívoz             | Kamenný Přívoz, Kamenný Újezdec, Žampach         | Kamenný Přívoz      | 3,44  |
| Kamýk u Velkých Přílep     | Velké Přílepy                                    | Velké Přílepy       | 3,38  |
| Karlík                     | Karlík                                           | Karlík              | 1,88  |
| Klínec                     | Klínec                                           | Klínec              | 5,16  |
| Kněževes u Prahy           | Kněževes                                         | Kněževes            | 2,56  |
| Kněžívka                   | Tuchoměřice                                      | Tuchoměřice         | 3,3   |
| Kosoř                      | Kosoř                                            | Kosoř               | 3,89  |
| Kozinec                    | Kozinec                                          | Holubice            | 3,51  |
| Kytín                      | Kytín                                            | Kytín               | 10,88 |
| Letky                      | Libčice nad Vltavou                              | Libčice nad Vltavou | 3,03  |
| Lety u Dobřichovic         | Lety                                             | Lety                | 3,24  |
| Lhota u Dolních Břežan     | Jarov, Lhota, Zálepy                             | Dolní Břežany       | 5,61  |
| Libčice nad Vltavou        | Libčice nad Vltavou                              | Libčice nad Vltavou | 2,63  |
| Libeň u Libeře             | Libeň                                            | Libeř               | 5,79  |
| Libeř                      | Libeř                                            | Libeř               | 7,84  |
| Lichoceves                 | Lichoceves                                       | Lichoceves          | 2,51  |
| Líšnice u Prahy            | Líšnice                                          | Líšnice             | 7,39  |
| Litovice                   | Břve, Hostivice                                  | Hostivice           | 8,44  |
| Luka pod Medníkem          | Luka pod Medníkem, Studené                       | Jílové u Prahy      | 4,05  |
| Malá Lečice                | Malá Lečice                                      | Bojanovice          | 4,77  |
| Malé Číčovice              | Číčovice                                         | Číčovice            | 3,58  |
| Masečín                    | Masečín                                          | Štěchovice          | 6,03  |
| Měchenice                  | Měchenice                                        | Měchenice           | 1,33  |
| Mníšek pod Brdy            | Mníšek pod Brdy                                  | Mníšek pod Brdy     | 21,7  |
| Noutonice                  | Noutonice                                        | Lichoceves          | 2,67  |
| Nučice u Rudné             | Nučice                                           | Nučice              | 5,95  |
| Ohrobec                    | Ohrobec                                          | Ohrobec             | 4,34  |
| Okoř                       | Okoř                                             | Okoř                | 2,13  |
| Okrouhlo                   | Okrouhlo, Zahořany                               | Okrouhlo            | 8,31  |
| Oleško u Zvole             | Oleško                                           | Březová-Oleško      | 3,1   |
| Ořech                      | Ořech                                            | Ořech               | 4,77  |
| Osnice                     | Osnice                                           | Jesenice            | 6,44  |
| Petrov u Prahy             | Bohuliby, Chlomek, Petrov                        | Petrov              | 9,31  |
| Pohoří u Prahy             | Chotouň, Pohoří, Skalsko                         | Pohoří              | 8,78  |
| Průhonice                  | Průhonice                                        | Průhonice           | 4,59  |
| Přestavlky u Slap          | Slapy                                            | Slapy               | 5,09  |
| Psáry                      | Psáry                                            | Psáry               | 6,19  |
| Ptice                      | Ptice                                            | Ptice               | 7,82  |
| Roblín                     | Kuchařík, Roblín                                 | Roblín              | 5,61  |
| Roztoky u Prahy            | Roztoky                                          | Roztoky             | 5,62  |
| Rymaně                     | Mníšek pod Brdy                                  | Mníšek pod Brdy     | 1,78  |
| Řevnice                    | Řevnice                                          | Řevnice             | 10,14 |
| Řitka                      | Řitka                                            | Řitka               | 3,93  |
| Sázava u Davle             | Sázava                                           | Davle               | 0,61  |
| Sázava u Petrova           | Chlomek                                          | Petrov              | 1,84  |
| Senešnice                  | Senešnice                                        | Bojanovice          | 3,08  |
| Slapy nad Vltavou          | Slapy                                            | Slapy               | 15,15 |
| Statenice                  | Černý Vůl, Statenice                             | Statenice           | 3,92  |
| Středokluky                | Středokluky                                      | Středokluky         | 5,54  |
| Stříbrná Lhota             | Mníšek pod Brdy                                  | Mníšek pod Brdy     | 3,02  |
| Svrkyně                    | Svrkyně                                          | Svrkyně             | 3,83  |
| Štěchovice u Prahy         | Štěchovice, Třebenice                            | Štěchovice          | 8,28  |
| Tachlovice                 | Tachlovice                                       | Tachlovice          | 6,36  |
| Trnová u Jíloviště         | Trnová                                           | Trnová              | 4,27  |
| Třebotov                   | Kala, Solopisky, Třebotov                        | Třebotov            | 6,88  |
| Tuchoměřice                | Tuchoměřice                                      | Tuchoměřice         | 5,58  |
| Tursko                     | Tursko                                           | Tursko              | 8,97  |
| Úholičky                   | Úholičky                                         | Úholičky            | 4,26  |
| Úhonice                    | Úhonice                                          | Úhonice             | 9,94  |
| Únětice u Prahy            | Únětice                                          | Únětice             | 3,16  |
| Velké Číčovice             | Číčovice                                         | Číčovice            | 2,95  |
| Velké Přílepy              | Velké Přílepy                                    | Velké Přílepy       | 2,29  |
| Vestec u Prahy             | Vestec                                           | Vestec              | 4,72  |
| Vonoklasy                  | Vonoklasy                                        | Vonoklasy           | 3,03  |
| Vrané nad Vltavou          | Vrané nad Vltavou                                | Vrané nad Vltavou   | 4,26  |
| Všenory                    | Všenory                                          | Všenory             | 3,55  |
| Zahořany u Mníšku pod Brdy | Zahořany                                         | Zahořany            | 2,72  |
| Zbuzany                    | Zbuzany                                          | Zbuzany             | 4,91  |
| Zdiměřice u Prahy          | Zdiměřice                                        | Jesenice            | 3,76  |
| Zlatníky u Prahy           | Hodkovice, Zlatníky                              | Zlatníky-Hodkovice  | 4,69  |
| Zvole u Prahy              | Černíky, Zvole                                   | Zvole               | 7,01  |
| Žalov                      | Roztoky                                          | Roztoky             | 2,82  |

Celková výměra 580,62